# Katia Guerreiro
Katia Duarte d'Almeida d'Oliveira Rosado Guerreiro ComIH (Vanderbijlpark, 23 de fevereiro de 1976), mais conhecida apenas como Katia Guerreiro, é uma fadista e médica oftalmologista portuguesa nascida na África do Sul.

## Biografia
Divide a sua vida entre as paixões pela música e pela medicina. É uma das mais internacionais fadistas portuguesas. O seu fado caracteriza-se por uma grande riqueza lírica, cantando escritores portugueses contemporâneos, com destaque para António Lobo Antunes.
Teve um percurso geograficamente atribulado. Nasceu na África do Sul, cresceu na Ilha de São Miguel, nos Açores, onde frequentou um rancho folclórico. Estudou e licenciou-se em Lisboa, em Medicina. Nos anos 90 do século XX foi vocalista com o grupo Os Charruas. Trabalhou no Hospital Distrital de Évora e, mais tarde, regressou à capital. Foi durante o curso que descobriu a sua veia fadista, em convívio com colegas e, de forma um pouco mais séria, em concertos, após o desafio feito pela parelha de guitarristas formada por Paulo Parreira e João Veiga.
Com a mesma parelha e o viola-baixo Armando Figueiredo, e apadrinhada pelo fadista João Braga, estreou-se em 2001 com o disco Fado Maior. O álbum, editado pela Ocarina, conheceu grande sucesso internacional, tendo sido editado no Japão e na Coreia do Sul. Entre outros temas, inclui fados popularizados por Amália Rodrigues, a sua maior influência, e poemas musicados de Fernando Pessoa, Sophia de Mello Breyner Andresen e António Lobo Antunes.
Em 2003, também pela Ocarina, lançou o álbum Nas Mãos do Fado. O título é uma referência à mais característica das suas poses em palco: as mãos agarradas atrás das costas. Volta a cantar António Lobo Antunes e, pela primeira vez, visita outra das suas grandes referências, Dulce Pontes.
A presença de Dulce Pontes acentua-se no álbum seguinte, "Tudo ou Nada", de 2005, em que esta escreveu propositadamente o tema "Caravela". Com edição da Som Livre, é o mais ousado dos discos de Katia Guerreiro até então, contando com uma versão de "Saudades do Brasil em Portugal", do brasileiro Vinícius de Morais, e de "Menina do Alto da Serra", versão do tema com que Tonicha venceu o Festival RTP da Canção de 1971. O disco conta ainda com a participação do pianista de jazz Bernardo Sassetti, no tema "Minha Senhora das Dores" com letra de Jorge Rosa e música de Paulo Valentim. Mais uma vez canta António Lobo Antunes e homenageia a poetisa Sophia de Mello Breyner Andresen.
Entre 2004 e 2010 esteve casada com o fotojornalista Rui Ochôa.
Ainda em 2005 foi apresentada como mandatária da juventude da candidatura de Aníbal Cavaco Silva à Presidência da República para as eleições de 2006.
Em 2006 foi editada uma caixa com os seus primeiros dois discos e o álbum Tudo Ou Nada foi reeditado, destacando-se a colaboração do brasileiro Ney Matogrosso.
Em 2008 lança pela Sony Music o álbum Fado Maior, estreando-se como autora, ao lado de Rui Veloso. Este trabalho foi editado a 17 de Novembro.
Em 2010, faz uma participação especial, no primeiro álbum a solo, Karma Train, do guitarrista António Mão de Ferro.
Katia Guerreiro recebeu em 2010 o prémio de "Melhor Intérprete" nos Prémios Amália 2010 da Fundação Amália Rodrigues. O galardão foi entregue na gala realizada no dia 4 de Novembro, no Coliseu dos Recreios, Lisboa. 
Katia Guerreiro já deu concertos por todo o mundo, em locais tão diversos como Japão, Marrocos, Turquia, França, Países Baixos, Nova Caledónia, Suécia, Brasil, Bulgária, Macau, Rússia ou Espanha.
A 27 de Janeiro de 2015 foi feita Comendadora da Ordem do Infante D. Henrique.

## Discografia

### Álbuns de estúdio
- 2001 - Fado Maior (CD, Ocarina)[3]
- 2003 - Nas Mãos do Fado (CD, Ocarina)[4]
- 2005 - Tudo ou Nada (CD, Som Livre)[5]
- 2008 - Fado (CD, Sony Music)[7]
- 2009 - Os Fados do Fado (CD, JBJ & Viceversa)[13]
- 2014 - Até ao Fim (CD, UAU)[14]
- 2018 - Sempre (CD)
- 2022- Mistura (CD, LIVRO)

### Ao vivo
- 2013 - Katia Guerreiro ‎– Live At The Olympia (CD, UAU)[15]

### Compilações
- 2010 - 10 Anos - Nas Asas Do Fado (CD duplo, JBJ & Viceversa)[16]
- [carece de fontes?]
- [carece de fontes?]

### Participações
- 2009 - Compilação Divas do Fado (CD quádruplo, JBJ & Viceversa) com os temas "Disse-te Adeus à Partida, o Mar Acaba a teu Lado" e "Ser Tudo ou Nada"[17]

- 2010 - Karma Train de António Mão de Ferro (CD, JBJ & Viceversa) no tema "Silêncio na Madrugada"[8]